# Italia ai campionati del mondo di atletica leggera 2023
La squadra italiana ai Campionati del mondo di atletica leggera 2023, disputati a Budapest dal 19 al 27 agosto, è stata composta da 78 atleti (43 uomini e 35 donne). Inizialmente sono stati convocati 80 atleti, ma un uomo e una donna hanno rinunciato per problemi fisici: si tratta di Vladimir Aceti, che avrebbe dovuto disputare la staffetta 4×400 m, e di Elena Vallortigara, medaglia di bronzo nel salto in alto a Eugene 2022.